# Сафьяны
Сафья́ны (укр. Саф’я́ни, историческое название — Софьяны, рум. Sofian-Trubaiovca) — село в Измаильском районе Одесской области Украины, административный центр Сафьянской сельской общины.
Население села по данным переписи 2001 года составляет 2962 человека.

## География
Расположены в 8 км от районного центра и железнодорожной станции Измаил.

## История
В окрестностях села обнаружены остатки поселений III—IV вв. и периода Киевской Руси (IX—XI века).
Село основано в 1790 году. Расположено на юго-западном берегу одноимённого озера Сафьяны. Урочище Сафьяны (Софияны) существовало уже во второй половине XVIII в. Оно упоминается в украинской народной песне «Ой стояли ми да на якорі», в которой говорится о штурме крепости Измаил русскими войсками, под командованием А. В. Суворова, в 1790 году. Тогда в Сафьянах (Софиянах) располагался штаб русских войск.
По Бухарестскому мирному договору, подписанному 16/28 мая 1812 г. между Российской и Османской империями, после Русско-турецкой войны в 1806—1812 гг., к России отошли земли восточной Молдавии между Прутом и Днестром. Данная территория, наименованная Бессарабией (Basarabia), была разделена на восемь провинций:
- Хотин (Hotin),
- Сороки (Soroca),
- Бельцы (Bălţi),
- Оргеев (Orhei),
- Лэпушна (Lăpuşna),
- Бендеры (Tighina[2]),
- Кагул (Cahul),
- Килийское и Белый город (Chilia şi Cetatea Albă[3]).

После Парижского договора 1856 года, которым завершилась Крымская война (1853—1856), Россия уступила Молдавии часть Южной Бессарабии (округа городов Кагул, Измаил, Болград). В том числе отошли к Молдавии и Софияны. После этих территориальных потерь, Россия не имела доступа к стратегически важному устью Дуная. После объединения Молдовы в 1859 г., Южная Бессарабия вошла в состав нового государства Румынии (до 1866 «Объединенных княжеств Валахии и Молдавии»).
После созванного в 1878 году Берлинского конгресса, Румыния была вынуждена вернуть Южную Бессарабию — России.
После оккупации Бессарабии Румынией 27 марта 1918 деревня Софияны стала частью Румынии. К тому времени население состояло из украинцев и русских примерно в равных пропорциях. Перепись 1930 года показала, что из 2560 жителей деревни, 1271 были украинцы (49,65 %), русских (гл. обр. — староверы-липоване) было 1250 (48,83 %), румын 24 человека (0,94 %) и болгар 12. Село было объединено с соседним поселением Трубаевка, ставшим его южной частью.
В межвоенный период, деревня попала в сферу интересов большевиков. Несколько жителей деревни приняли участие в Татарбунарском восстании 1924 года, под руководством большевистской партии против румынских властей. После жестокого подавления восстания, восемь местных жителей были арестованы.
В 1925 году румынская полиция арестовала в деревне Софияны четырёх человек, обвиняемых в связях с тайной коммунистической организацией в соседней деревне Кубей. В 1930 году полиция обнаружила и ликвидировала коммунистическую организацию уже в самом селе Софияны, пять из её членов в 1932 году были привлечены к суду и приговорены к тюремному заключению. В одном из донесений Сигуранцы в начале 1940 года отмечалось, что село Софияны «неблагонадежно», а жители «коммунистически настроены».
После пакта Молотова — Риббентропа (1939), Бессарабия и Северная Буковина 28 июня 1940 года перешли к СССР. В итоге, Бессарабия была расчленена. 2 августа 1940 года в центральной Бессарабии была создана Молдавская ССР, а Южная Бессарабия (в том числе Софияны) и Хотин на севере были переданы Украинской ССР (равно как и Северная Буковина). 7 августа 1940 года на базе Южной Бессарабии была создана Измаильская область.
Во время Второй мировой войны из деревни отправились на фронт 196 местных жителей; 88 из них удостоены правительственных наград. В оккупированном гитлеровцами селе активно действовали советские партизаны Ф. И. Погребной и М. Ф. Козаченко. Вместе с подпольщиками окрестных сел они были схвачены жандармами и зверски замучены. Всего в борьбе с оккупантами погибли 110 жителей Софиян. В 1941—1942 гг. кондукэтор Румынии маршал Ион Антонеску учредил на оккупированных землях три губернаторства: Бессарабию (куда, опять же, вошли Софияны), Буковину, и Транснистрию (Заднестровье). Гитлер позволил Румынии аннексировать Бессарабию и Транснистрию. После поражения Румынии во Второй мировой войне от неё вновь отделили и включили в состав СССР Бессарабию и Северную Буковину.
В 1947 году советская власть изменила официальное название села Софияны на Сафьяны. Чуть позже сам район был включен в состав Одессой области и переименован в Измаильский район (ранее Суворовский).
С 1991 года деревня является частью Измаильского района Одесской области уже независимой Украины. В настоящее время в деревне проживает 2962 человека (2001 год), в основном украинцы.

## Население и национальный состав
1930—2560 человек (перепись)
1940 — 3018 человек (оценка)
2001—2962 человека (перепись)
2024—3090 человек (оценка)
По данным переписи населения Украины 2001 года распределение населения по родному языку было следующим (в % от общей численности населения):
По Сафьянскому сельскому совету: украинский — 82,78 %; русский — 11,92 %; белорусский — 0,03 %; болгарский — 2,77 %; гагаузский — 0,14 %; молдавский — 1,69 %; ромский — 0,57 %.

## Экономика
Сельские жители в основном занимаются сельским хозяйством. Выращивание зерновых культур и разведение крупного рогатого скота. В селе находится ферма по производству молока, лесопильный завод и предприятие по производству плитки.

## Известные люди
В селе родился Алексей Иванович Порошенко — Герой Украины.
В селе работала кавалер орденов Ленина и Октябрьской Революции, одна из лучших доярок области В. Н. Минова.

## Туристические достопримечательности

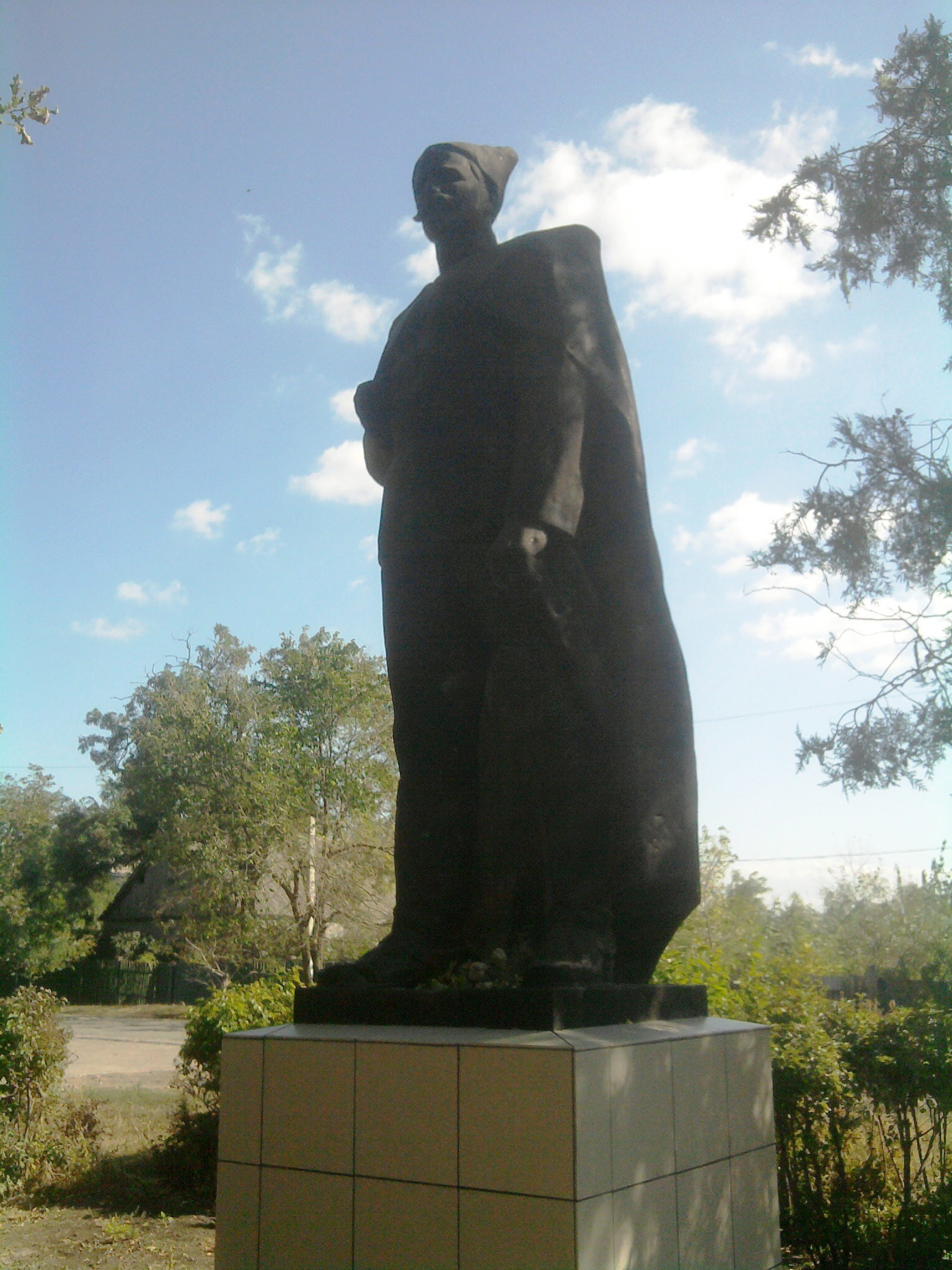
Памятник Чапаеву

- Памятник В. И. Ленину — демонтирован (2015)
- Памятник В. И. Чапаеву — демонтирован (2015)
- Памятник советским войнам-героям, погибшим в годы Великой Отечественной войны
- На Турбаевском кургане, находящемся в окрестностях Сафьян, установлен знак на месте расположения штаба русских войск накануне штурма Измаила в 1790 году.

## Галерея

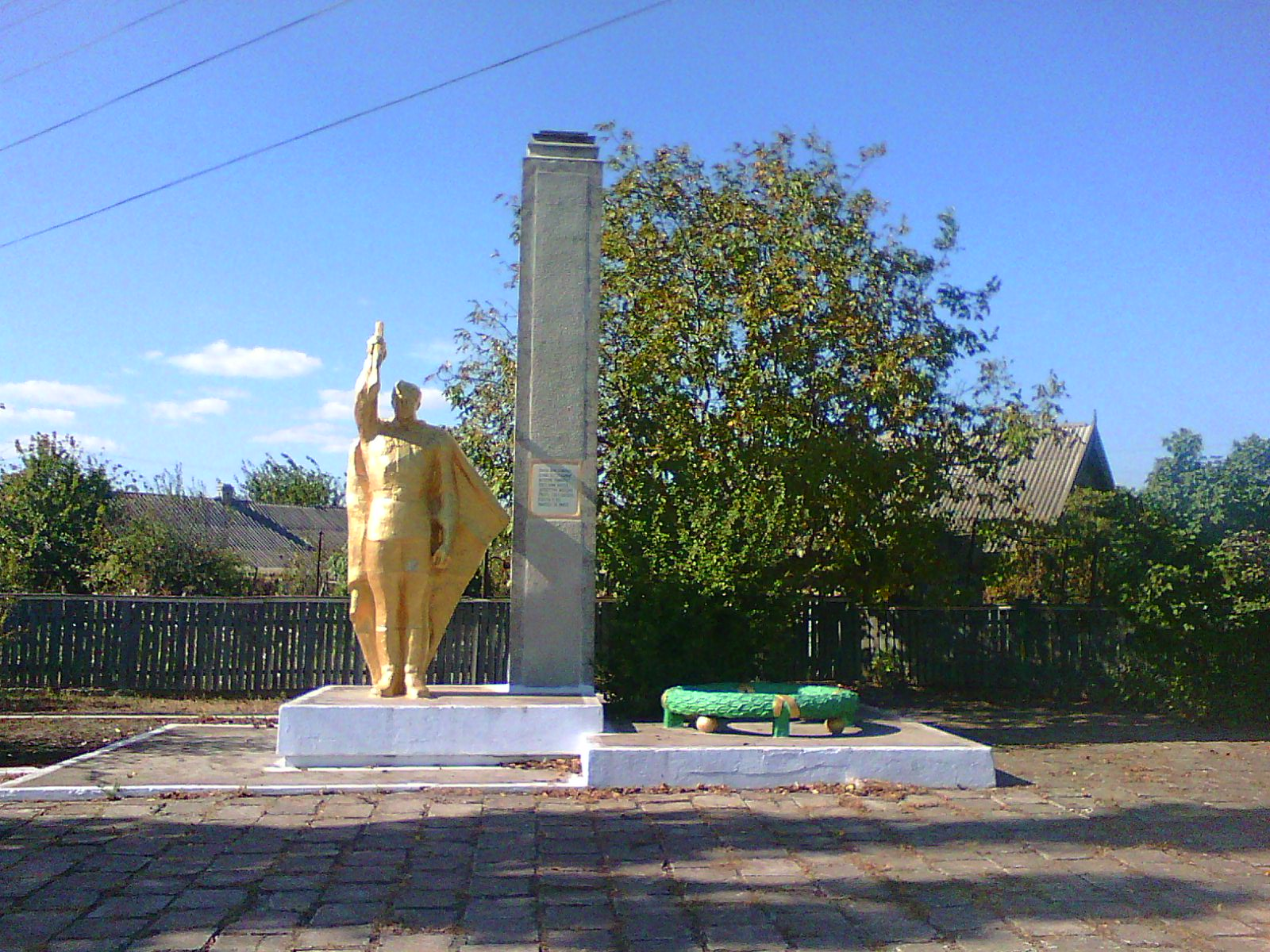
Памятник советским войнам, погибшим в годы Великой Отечественной войны.
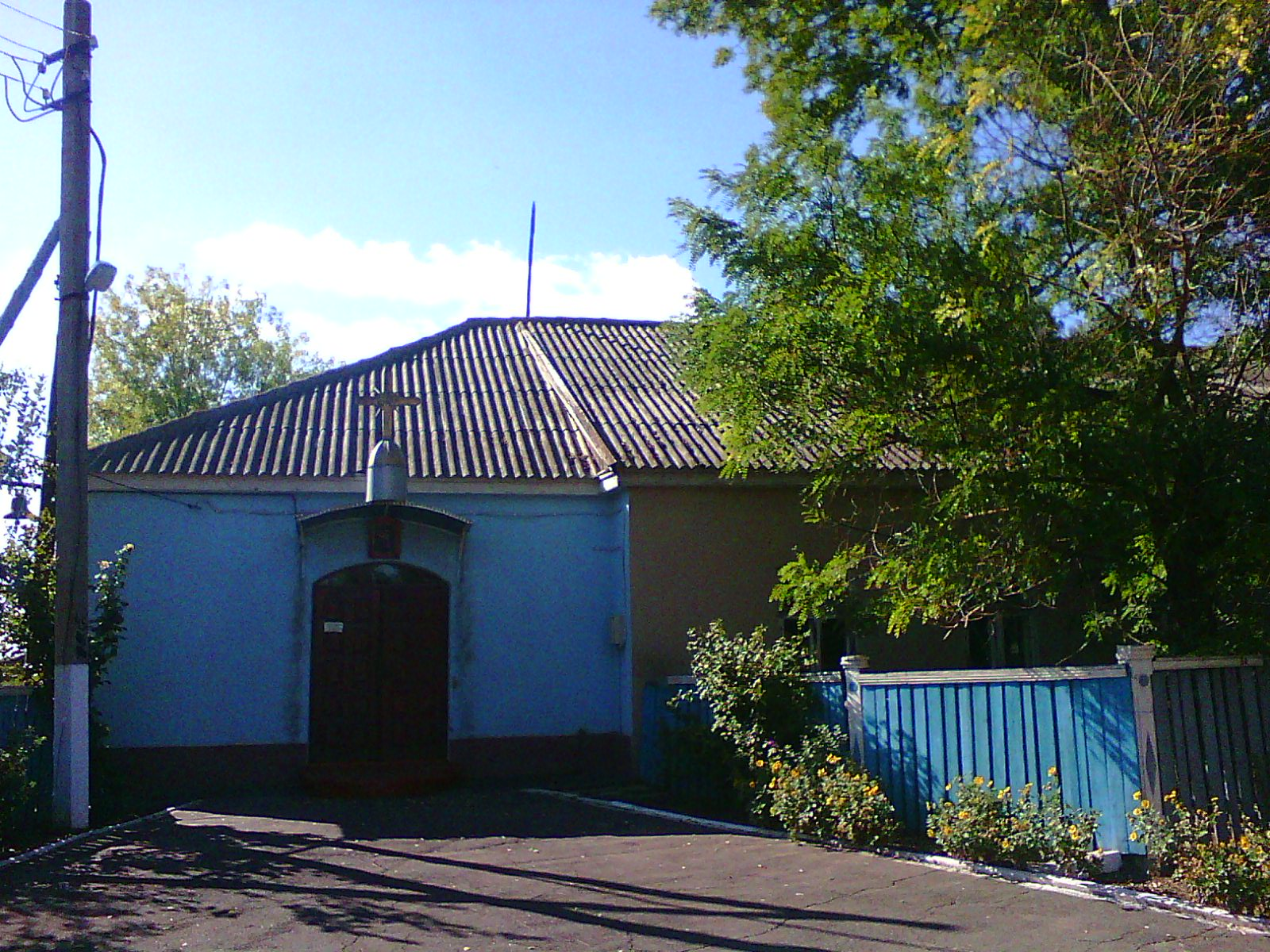
Православная церковь
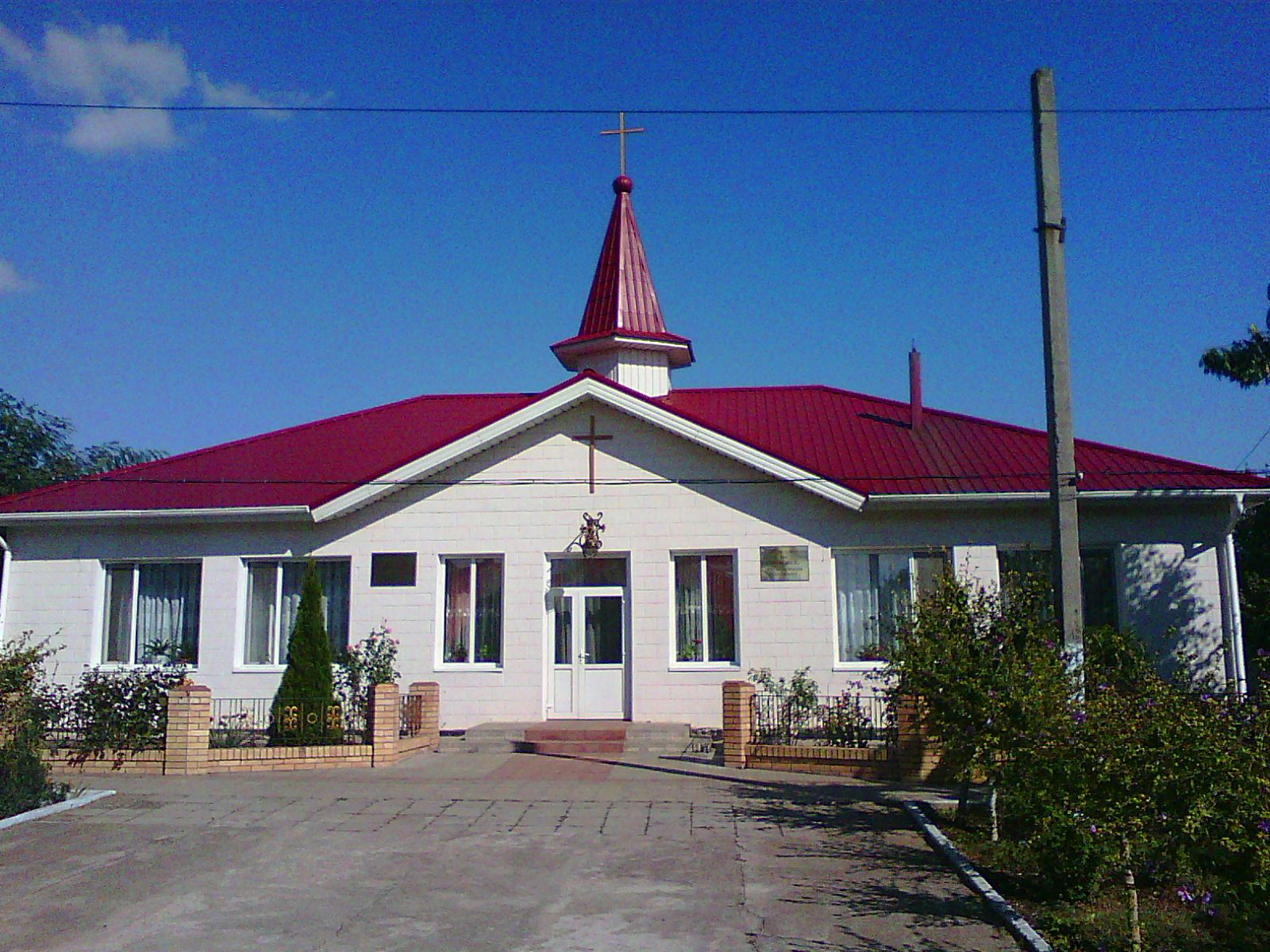
Баптистская церковь
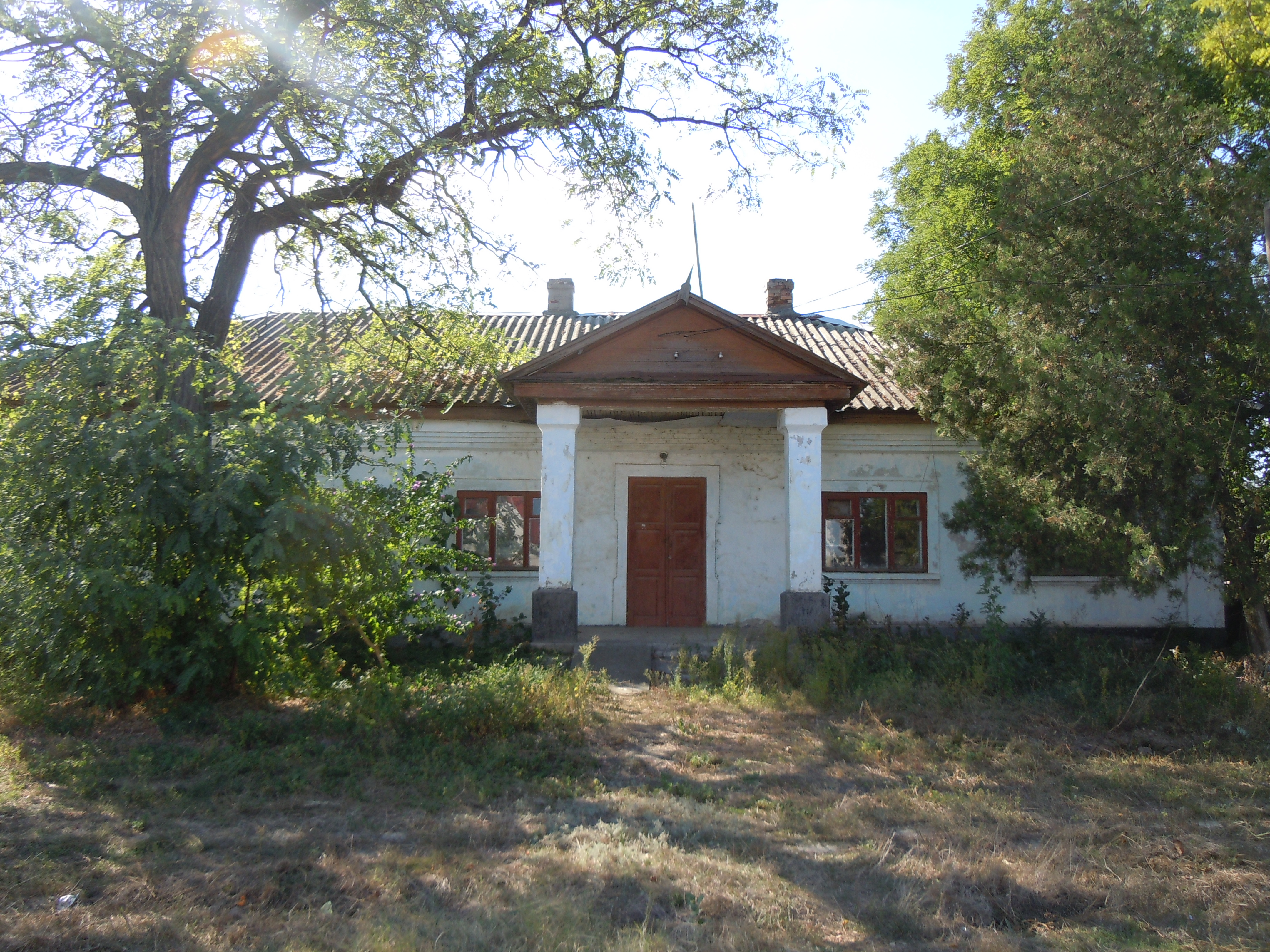
Старый дом